# NHK 뉴스 나가사키
NHK 뉴스 나가사키(NHKニュースながさき)는 NHK 나가사키 방송국에서 제작되고 방영되고 있는 주말 뉴스 프로그램이다. 나가사키현 지역의 뉴스를 전해주는 역할을 한다. 방송시간은 토요일과 일요일 그리고 공휴일에 저녁 6시 45분에 방송되고 연말연시때는 저녁 6시 50분에 방송되고 있다.